# 加亞省
12°10′53″N 3°32′06″E / 12.18139°N 3.53500°E

加亞省（法語：Gaya），是尼日爾的省份，位於該國西南部，由多索大區負責管轄，西面是多索省，面積4,440平方公里，2011年人口349,794，人口密度每平方公里79人。